# Окулов, Степан Акимович
Степа́н Аки́мович Окулов (1884—1934) — известный участник Гражданской войны на Урале, в честь которого названа одна из улиц Перми. Ранее его имя носили Сквер уральских добровольцев и микрорайон Акуловский в Перми. Последний переименован в связи с путаницей биографий С. А. Окулова и другого участника гражданской войны Ф. Е. Акулова (1872—1934)

## Биография
Степан Акимович Окулов родился в Перми в семье мелкого торговца. Окончил церковно-приходскую школу и училище, рано начал трудовую деятельность, опробовав себя во множестве профессий. Будучи рабочим Мотовилихинских заводов, принимал участие в революционных событиях 1905 года. В автобиографии он приводил факты разбоя и грабежа во время беспорядков. В этом же году Окулова призвали в армию, откуда он вернулся через три года унтер-офицером.
Однако вскоре был вновь призван, чтобы пополнить ряды военнослужащих в годы Первой мировой войны. Был ранен и контужен. Награждён Георгиевским крестом. После Февральской революции Степан Окулов вступает в партию эсеров и принимает активное участие в работе Совета солдатских депутатов в своем полку. В августе 1917 года переехал в Новгород, где был избран председателем губисполкома и начальником гарнизона. Принимал участие в подавлении контрреволюционного выступления генерала Корнилова. В конце декабря 1917 года Окулов вернулся в Пермь. Вскоре его назначили на должность окружного военного комиссара, а с весны 1918 года он исполнял обязанности губвоенкома. Принимал участие в расстрелах и других акциях «красного террора».

"Расстреливали тогда 7 человек… Выступил комиссар Окулов и, заявив, что ему хочется сейчас попробовать свой «браунинг», убил из него первого из числа приговоренных. Затем вышел, кажется, коммунист Заякин и, помахивая своей шашкой, отрубил в два приема другому приговоренному голову. Третий комиссар, не зная, чем бы отличиться от своих товарищей, приказал следующему из осужденных рыть себе могилу. Могила оказалась слишком короткой. Тогда, схватив топор, коммунист отрубил несчастному ноги «по могиле».
В декабре 1918 года белогвардейцы подступали к Перми, Окулов был комендантом города и начальником гарнизона. Пообещав подкрепление ведущим бои на подступе к городу остаткам полка Красных орлов, Окулов вместо этого эвакуировался в противоположном направлении.  
После «пермской катастрофы» Окулов бежал в Глазов, где был осужден к смерти за допущенные ошибки в обороне Перми от Колчака (фактическое оставление города неприятелю), но был помилован в связи с военным временем.
В марте 1919 года он вступил в должность командира 17 Петроградского полка, переименованного позднее в 260 полк. По одной из версий, 1 июля 1919 года его полк в числе первых освободил Пермь от войск Колчака
После окончания Гражданской войны Степан Окулов остается в Перми и занимает различные высокие посты. В это время появляется масса топонимов, связанных с его именем. Его именем называли улицы и пароходы, колхозы и МТС, в областном краеведческом музее хранились личные вещи и ордена. Заведующий архивным бюро Николай Чернавский в 1927 году даже предлагал переименовать Пермь в «Окуловск», "или, по режиму экономии, просто в «Окул»
В последние годы жизни Степан Окулов не принимал активного участия в общественной и политической жизни города, но был частным гостем на статусных мероприятиях.
Умер в 1934 году.

## Пересмотр заслуг
Долгое время Степан Окулов почитался как один из главных освободителей Перми от войск Колчака. В честь него были названы улица (ул. Окулова), сквер (Окулова, ныне — Уральских добровольцев) и микрорайон на правом берегу Камы (Окуловский, позже переименован в Акуловский). В 1960—1970-е гг. отношение к личности и заслугам Окулова было пересмотрено властями по настоянию группы ветеранов-революционеров под руководством почетного гражданина Перми В. Ф. Сивкова. Стало очевидным значительное преувеличение революционных и военных заслуг Окулова, в течение долгого времени выдававшего себя за главного «освободителя» Перми от колчаковских войск 1 июля 1919 г. По существу, воспользовавшись созвучием фамилий, Окулову удалось присвоить себе славу Филиппа Егоровича Акулова, красного командира-кавалериста, руководившего, вопреки всеобщей панике, обороной Перми 24—25 декабря 1918 г. и первым вошедшего со своим полком в город 1 июля 1919 г. Как отмечает В. Ф. Сивков, «достоверно установлено, что ни один боевых эпизодов, поставленных в заслугу командиру 260-го полка Окулову С. А., не подтвердился, и ни один человек не может сказать, за какой героический поступок Окулова называют героем гражданской войны».
Как отмечают краеведы, в 1920-х — начале 1930-х гг. в стране создавалась новая идеология, наполненная своими легендами и мифами. На волне этого мифотворчества и, вероятно, с помощью Степана Акимовича, у пермяков сложилось твердое мнение, что Пермь освободил от «колчаковских банд» почти единолично Окулов. И именно в этой время Окулова награждают орденом Красного Знамени. Однако, архивные документы подтверждают лишь факт награждения, при этом отсутствует представление к ордену — ещё одно свидетельство советской фальсификации подвигов участников Гражданской войны.
24 декабря 1918 года белые начали наступление на Мотовилиху, командир батальона позвонил Окулову и попросил помощи. Степан Акимович ответил комбату: «Я немедленно с тысячью человек приду. Держитесь, товарищи!». Собрав свою тысячу, Окулов немедленно выехал, но не в Мотовилиху, а в Култаево (в противоположную сторону), захватив деньги и продукты. После Гражданской войны Степан Окулов вспоминал: «Вдруг полетели снаряды от Красных казарм в сторону Камы. Люди наполнили военкомат и находились в панике. …Я дал приказ отступать по Казанскому тракту».
Одной из важных задач начальника гарнизона Перми было сдержать натиск белогвардейцев до полной эвакуации Красной армии. Поспешное отступление привело к тому, что на железнодорожном вокзале Перми было оставлено 15 эшелонов с боеприпасами, снаряжением и продовольствием. Расшифровка переговоров Белобородова (председатель Уралсовета) и Горбунова (красноармейский командир) подтверждает поспешное бегство из Перми Окулова и сил ЧК.
Белобородов — мы предполагали Ревком перенести в бывшее Духовное училище и силы Чека и Окулова соединить. В разговоре со мной по телефону в самом начале всей истории Окулов заявил мне, что он продержит город ещё пять часов при любом количестве сил противника. Часа через 3 или 2,5 при разговоре с Лукьяновым, последний сообщил мне, что Духовное училище было обстреляно шрапнелью со стороны Красных казарм и Окуловым издан приказ об отводе войск… Незадолго до разговора с Лукьяновым, две роты батальона ЧК ушли „прикрывать обоз“, … попросту сбежали.Копия расшифровки телефонных переговоров (оригинал хранится в ЦГОАР. Ф. 393. Оп.5. Д.125. Л.53) // ГОПАПО. Ф.90. Оп.2. Д.О-4а. Л.71–72